# Núvol d'electrons

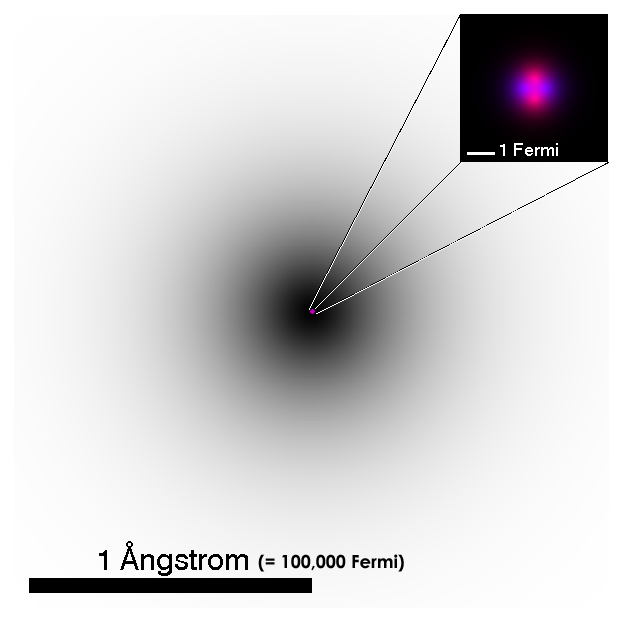
Una representació d'un àtom d'heli. La foscor del núvol d'electrons correspon a la línia de visió integral respecte de la funció de probabilitat de l'òrbita de l'electró 1s. El nucli està ampliat, no està a escala, i mostra els protons i neutrons en rosa, de color morat. En realitat, el nucli és també de simetria esfèrica.

Un núvol d'electrons o núvol atòmic, és la regió que envolta a el nucli atòmic i en la qual graviten els electrons. Els electrons posseeixen càrrega elèctrica negativa i estan units al nucli de l'àtom per la interacció electromagnètica. Els electrons a l'unir-se al nucli desprenen una petita porció de càrrega negativa i d'aquesta es forma el núvol d'electrons.
El diàmetre del nucli atòmic és almenys 10.000 vegades menor que el diàmetre total de l'àtom, i en aquest es troba gairebé la totalitat de la massa atòmica. El núvol atòmic està constituïda per capes electròniques o òrbites electròniques el nombre de les quals pot variar d'1 a 7 i que es designen amb les lletres K, L, M, N, O, P i Q.
Hi ha 2 tipus de núvols d'electrons: 
- Núvol d'electrons s: anomenat també cercle de sorra (ja que posseïx una forma rodona). Aquesta depèn del nivell energètic. En aquesta es troben solament dos electrons com a màxim, ja que és un sol orbital.
- Núvol d'electrons p: anomenat també rellotge de sorra (per la forma que obté).